# Новицький Василь-Ярослав
Ярослав-Василь Новицький (нар. 3 квітня 1937, Гриньків, нині Калуського району Івано-Франківська область) — хімік-фармаколог (Австрія), директор Українського протиракового інституту у Відні, винахідник протиракового препарату «Україн».

## Біографія
Народився 3 квітня 1937 року в с. Кам'янець Перегінського району Станіславської області в родині службовця. У 1943—1945 роках перебував у німецькому концентраційному таборі в Ноймарку.
Закінчив радіотехнічний факультет Львівського політехнічного інституту. Працював викладачем Львівського технікуму радіоелектроніки.
1974 року виїхав до Австрії. Здобувши у Відні диплом доктора хіміка-фармаколога, створив Український інститут подолання пістряка (раку), є власником фірми «Новицький-Фарма». У 1978 році синтезував антираковий препарат під назвою Україн, який запатентований в багатьох країнах. 15 жовтня 1998 року препарат зареєструвало Міністерство охорони здоров'я України.
Дійсний член Нью-Йоркської академії наук, доктор «Honoris causa» Відкритого міжнародного університету з комплексної медицини в Коломбо, почесний член Австрійського Товариства імені Альберта Швейцера, кавалер Мальтійського ордена, а також член інших поважних міжнародних інституцій. Відзначений багатьма нагородами та почесними відзнаками. Серед них: нагорода за заслуги Національної гільдії фармацевтів Америки, відзнака Австрійського Товариства санітарії, гігієни та охорони здоров'я, Велика Золота медаль Альберта Швайцера та ін.

## Звинувачення у шахрайстві і арешт
У 2012 році у Відні австрійська поліція заарештувала Новицького за звинуваченням у шахрайстві та розповсюдженні неліцензованого у Австрії препарату «Україн». За поданням австрійських правоохоронців генеральна прокуратура України зацікавилася українськими високопосадовцями, що допомогли доктору Новицькому зареєструвати препарат в Україні тоді як у всьому світі окрім України лише Грузія та Мексика зареєстрували препарат як ліки. Пізніше пан Новицький був звільнений під заставу.